# Paso Río Hua Hum
Paso Río Hua Hum är ett bergspass i Chile, på gränsen till Argentina.   Det ligger i provinsen Provincia de Valdivia och regionen Región de Los Ríos, i den södra delen av landet, 700 km söder om huvudstaden Santiago de Chile. Paso Río Hua Hum ligger 723 meter över havet.
Terrängen runt Paso Río Hua Hum är bergig västerut, men österut är den kuperad. Paso Río Hua Hum ligger nere i en dal. Runt Paso Río Hua Hum är det mycket glesbefolkat, med 6 invånare per kvadratkilometer.. 
I omgivningarna runt Paso Río Hua Hum växer i huvudsak blandskog.